# コンスタンティン・ロクテフ
コンスタンティン・ロクテフ（ロシア語: Константин Борисович Локтев, ラテン文字転写: Konstantin Loktev1933年4月16日 - 1996年11月4日）は、ソビエト連邦モスクワ出身のアイスホッケー選手。指導者。現役時代のポジションは右ウィング。

## 経歴
1952年、HCスパルタク・モスクワでキャリアをスタートした。翌シーズンにはODOレニングラードに移り、1954年から1967年まではHC CSKAモスクワでプレーした。この間チームはソビエト選手権を9回優勝している。1959年にはヴィクトル・ヤクシェフと共に21得点をあげて得点王になった。1954年から1967年まで340試合に出場し213得点をあげた。
ソビエト連邦代表としても、1957年にセンターのアレクサンドル・アルメトフ、左ウィングのベンヤミン・アレクサンドロフと共に第1ラインを構成、ソ連のホッケー史上優れたトロイカの1つとなった。ロクテフは代表113試合に出場し83得点をあげた。
1957年アイスホッケー世界選手権では11得点、7アシストの18ポイントをあげてソ連の銀メダルに貢献した。1966年アイスホッケー世界選手権では最優秀フォワードに選ばれている。1960年のスコーバレーオリンピックで銅メダル、1964年のインスブルックオリンピックで金メダル、世界選手権では1965年、1966年と2回優勝している。
現役引退後、アナトリ・タラソフの下でアシスタントコーチを務め、1974年にアナトリ・タラソフが勇退した際、HC CSKAモスクワのヘッドコーチに就任した。1975年暮れから1976年新年にかけてのスーパーシリーズに参戦した。大晦日に行われたモントリオール・カナディアンズとの引き分けに終わった試合は北米では知られている。フィラデルフィア・フライヤーズとの試合で、反則まがいのチェックでワレリー・ハルラモフが脳震盪を起こしたりしたため、第1ピリオド終了後、選手を退場させた。
1976年から1977年にボリス・クラーギンの元でソ連代表のアシスタントコーチになり、1976年のインスブルックオリンピックでは金メダルを獲得したものの、同年のアイスホッケー世界選手権、1977年アイスホッケー世界選手権で代表が銅メダルに終わった後、ビクトル・チーホノフに代表及びCSKAでの地位を奪われた。
その後、ポーランドのHCレギア・ワルシャワ、ブルガリアのHC CSKAソフィア、ソ連のSKAノヴォシビルスクなどのコーチを務めた。1993年から1994年まではロシアアイスホッケー協会の副会長を務めた。
1964年に名誉スポーツマスターに、2007年に国際アイスホッケー連盟の殿堂に選ばれている。

## 人物
アレクサンドロフのようにエレガントなプレーではなく、アルメトフのような冷静さは持っていなかったが、最もタフな選手であった。また小柄だった彼はラフプレイヤーであり、ソ連ホッケー協会から何度も罰金を受けた。

## 詳細情報

### タイトル
- 世界選手権最多ポイント：1回（1957年）
- ソビエトリーグ得点王：1回（1959年）

### 記録
- ソビエト選手権優勝：9回（1955年、1956年、1958年-1961年、1963年-1966年）[2]
- オリンピック金メダル1回（1964年）、銅メダル1回（1960年）
- 世界選手権優勝2回、準優勝3回、3位1回
- 世界選手権ベストフォワード（1966年）
- 世界選手権オールスター：2回（1965年、1966年）
- ソビエトリーグオールスター：5回（1957年-1960年、1965年）